# Vasanti Shinde
Vasanti Shinde (Hindi: वासंती शिंदे; * 15. Februar 1997 in Pune) ist eine indische Tennisspielerin.

## Karriere
Shinde begann mit sieben Jahren das Tennisspielen und bevorzugt Sandplätze. Sie spielt überwiegend auf Turnieren der ITF Women’s World Tennis Tour, bei denen sie bislang einen Doppeltitel gewonnen hat.
2024 im Juli feierte sie ihren bisher größten Erfolg mit dem Gewinn des Doppeltitels an der Seite von Leonie Küng beim mit 75.000 US-Dollar dotierten ITF-Turnier in Rom.

### College Tennis
Shinde spielte 2015 bis 2019 für das Damentennisteam der Nebraska Cornhuskers der University of Nebraska-Lincoln.

## Turniersiege

### Doppel
| Nr. | Datum         | Turnier | Kategorie | Belag | Partnerin   | Finalgegnerinnen                | Ergebnis         |
| --- | ------------- | ------- | --------- | ----- | ----------- | ------------------------------- | ---------------- |
| 1.  | 13. Juli 2024 | Rom     | ITF W75   | Sand  | Leonie Küng | Matilde Paoletti Beatrice Ricci | 4:6, 6:4, [10:7] |

## Persönliches
Vasanti ist die Tochter von Pratap und Lalita Shinde und hat einen Bruder Sumeet.